# Bereżyńce
Brzeżyńce – wieś w rejonie teofipolskim, w obwodzie chmielnickim.